# Karlikowo (Puck)
Pour les articles homonymes, voir Karlikowo.
Karlikowo est une localité polonaise de la voïvodie de Poméranie et du powiat de Puck. 